# Восьмое чудо света (фильм, 1981)
«Восьмое чудо света» — художественный фильм, поставленный в 1981 году режиссёром Самсоном Самсоновым. Согласно определению создателей картины в титрах, жанр фильма — «спортивная фантазия».

## Сюжет
Героини фильма — советские баскетболистки, принимающие участие в международных соревнованиях на Кубок Геры. Волнующие баскетбольные поединки, благородство советской спортсменки, спасшей жизнь греческой баскетболистки, тревоги первой любви — все эти и другие события составляют сюжет фильма.

## В ролях
- Елена Щёлокова — Александра Мамонова, баскетболистка
- Лия Ахеджакова — Юлия Ермолина, переводчица
- Татьяна Кравченко — Лидия Павловна Лаврушина, тренер баскетбольной команды
- Виктория Алексеева — Екатерина Знаменская, баскетболистка
- Ирина Губанова — Полина Яковлевна Чернова, врач баскетбольной команды
- Иветта Монсе — Анжела Лонг, баскетболистка
- Флорентин Джуджуния — Марио, осветитель
- Станислав Михин — Андрей Сергеевич Кротов
- Расми Джабраилов — Торрес, судья баскетбольных матчей
- Юрий Касьян — второй тренер баскетбольной команды
- Михаил Чигирев — тренер баскетбольной команды из Болгарии
- Леонид Довлатов — мэр города Порто-Дали
- Евгений Лисконог — представитель международной федерации баскетбола
- Елена Ханга — иностранная переводчица

## Съёмочная группа
- Авторы сценария — Владимир Капитановский
- Режиссёр-постановщик — Самсон Самсонов
- Операторы-постановщики — Михаил Демуров, Виктор Эпштейн-Стрельцын
- Художник-постановщик — Александр Мягков
- Композитор — Евгений Дога

## Технические данные
- Производство: Мосфильм
- Художественный фильм, цветной, широкоэкранный
- Премьера за рубежом: февраль 1982 года. В Германии демонстрировался c 9 декабря 1983 года под названиями «Das achte Weltwunder» и «Weltwunder am Ball»
- Издание на DVD:
  - Количество: 1 диск
  - Дистрибьютор: Крупный План
  - Серия: Отечественное кино XX века
  - Год выпуска: 2007
  - Звук: Dolby Digital 2.0
  - Формат изображения: WideScreen 16:9 (1.78:1)
  - Формат диска: DVD-5 (1 слой)
  - Региональный код: 0 (All)
  - Язык: Русский